# カルベニシリン
カルベニシリン (Carbenicillin) は、ペニシリン系の抗生物質でカルボキシペニシリンサブグループに属する。ビーチャム社の科学者らによって発見され、Pyopen の名称で市販された。緑膿菌 Pseudomonas aeruginosa を含むグラム陰性菌に効果があるが、グラム陽性菌に対する効果は限定的である。カルボキシペニシリングループの抗生物質はβ-ラクタマーゼによる分解を受けるものの、アンピシリンと比較すると分解されにくい。またカルベニシリンは、低い pH でアンピシリンよりも安定である。

## 薬理
カルベニシリンは水によく溶け、酸に不安定である。研究室での一般的な使用濃度は 50 µg/ml である。
カルベニシリンは、天然物であるベンジルペニシリンの半合成アナログである。高容量のカルベニシリンは出血を引き起こす可能性がある。また、カルベニシリンの使用によって腎臓の遠位尿細管でのカリウムの喪失が促進され、低カリウム血症が引き起こされる可能性がある。
分子生物学においてカルベニシリンは、アンピシリンなどの類似した抗生物質と比較して分解副産物の毒性が低いため、選択試薬として好まれる。またカルベニシリンはアンピシリンより安定であり、選択プレート上のサテライトコロニーが少なくなるという利点がある。しかしながら、多くの場合これらは大きな問題にならないため、より安価なアンピシリンが時々用いられる。

## 細菌の感受性と抵抗性のスペクトル
カルベニシリンは尿路感染症を引き起こす緑膿菌 Pseudomonas aeruginosa や大腸菌 Escherichia coli、プロテウス属の細菌などに効果があることが示されている。いくつかの医学的に重要な生物種のカルベニシリン感受性のデータを次に挙げるが、これらがカルベニシリン感受性のすべての細菌種を代表しているわけでないことに留意が必要である。
- Escherichia coli 1.56 μg/ml - 64 μg/ml
- Proteus mirabilis 1.56 μg/ml - 3.13 μg/ml
- Pseudomonas aeruginosa 3.13 μg/ml - >1024 μg/ml

## 関連文献
- “Carfecillin: antibacterial activity in vitro and in vivo”. Chemotherapy 23 (6):  424–35. (1977). doi:10.1159/000222012. PMID 21771.
- “Kinetics of drug decomposition. Part 66. Kinetics of the hydrolysis of carphecillin in aqueous solution”. Polish journal of pharmacology and pharmacy 33 (3):  373–86. (October 1981). PMID 7322950.